# ملكة جمال الكون 1963
ملكة جمال الكون 1963 هي مسابقة ملكة جمال الكون الثاني عشر في تاريخ مسابقة ملكة جمال الكون منذ انطلاقتها عام 1952، عقدت المسابقة في 20 يوليو 1963 في قاعة ميامي بيتش في ميامي بيتش، فلوريدا، الولايات المتحدة. توجت إيدا ماريا فارغاس من البرازيل من قبل ملكة جمال الأرجنتينية نورما نولان، وتعتبر أول شخص من بلدها يفوز بمسابقة جمال دولية كبرى. شاركت خمسون دولة ومنطقة.

## النتائج

### المراكز النهائية

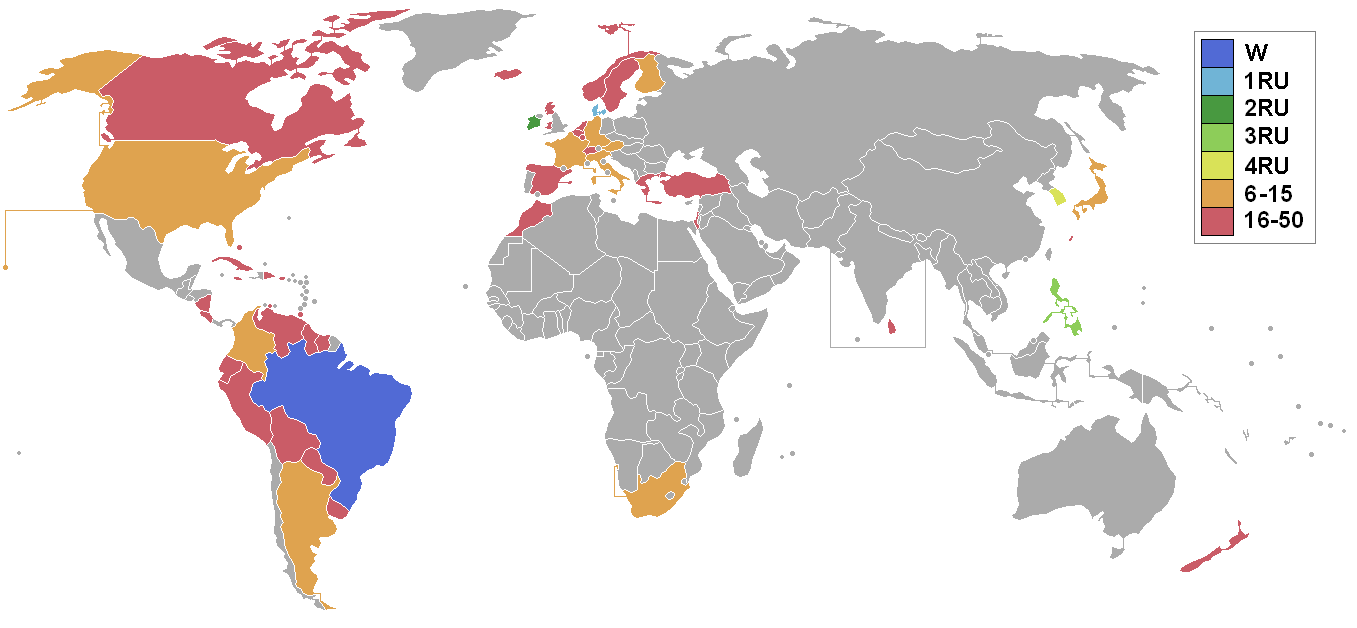
الدول المشاركة والنتائج ملكة جمال الكون 1963

| النتائج النهائية     | المتنافسة |
| -------------------- | --- |
| ملكة جمال الكون 1963 | - البرازيل - إيدا ماريا فارغاس |
| الوصيفة الأولى       | - الدنمارك - اينو كورفا |
| الوصيفة الثانية      | - أيرلندا - مارلين ماكيون |
| الوصيفة الثالثة      | - الفلبين - لالين بينيت |
| الوصيفة الرابعة      | - كوريا - كيم ميونج جا |
| أفضل 15              | - الأرجنتين - أولغا جالوزي - النمسا - جيرترود بيرغنر - كولومبيا - ماريا الفاريز - فنلندا - ريتا كاوتينين - فرنسا - مونيك لومير - ألمانيا - هيلجا كارلا زيسمير - إيطاليا - جيانا سيرا - اليابان - نوريكو أندو - جنوب أفريقيا - إلين ليبنبرغ - الولايات المتحدة - ماريت اوزرس |

## المتسابقات
- الأرجنتين - أولغا جالوزي
- النمسا - جيرترود بيرغنر
- باهاماس - ساندرا لويز يونغ
- بلجيكا - إيرين غودين
- بوليفيا - أنا ماريا فيلاسكو غوتييريز
- البرازيل - إيدا ماريا فارغاس
- غيانا البريطانية - غلوريا بلاكمان ميللر
- كندا - جين كميتا
- سيلان - مانيل دي سيلفا
- كولومبيا - ماريا كريستينا ألفاريز غونزاليس
- كوستاريكا - ساندرا كريسوبولوس موروا
- كوبا - أليسيا مارجيت شيا
- كوراساو - فيلومينا زيلينسكي
- الدنمارك - اينو كورفا
- جمهورية الدومينيكان - كارمن بنيسيا أبينادر دي بينيتو
- الإكوادور - باتريشيا كوردوفا
- فنلندا - ريتا كاوتينين
- فرنسا - مونيك لومير
- ألمانيا - هيلغا كارلا زيسمير
- اليونان - ديسبينا اورغيتا
- هولندا - ايزا انستينك
- أيسلندا - ثيودورا لورداردوتير
- جمهورية أيرلندا - مارلين ماكيون
- إسرائيل - شيرين إبراهيم
- إيطاليا - جيانا سيرا
- جامايكا - جون ماكسين بومان
- اليابان - نوريكو أندو
- كوريا - كيم ميونج جا
- لوكسمبورغ - ميا دهم
- المغرب - سلمى رحال
- نيوزيلندا - ريجينا إلين سكاندريت
- نيكاراغوا - يدا سانشيز
- النرويج - إيفا كارلبيرغ
- أوكيناوا - ريكو أوهارا
- باراغواي - أميليا بينيتيز
- بيرو - دورا توليدانو جودييه
- الفلبين - لالين بينيت
- بورتوريكو - جانيت بلاسكوشيا
- اسكتلندا - غريس كالدر دبليو تايلور
- جنوب أفريقيا - إلين ليبنبرغ
- إسبانيا - ماريا روزا بيريز جوميز
- سورينام - بريجيدا هاجينز
- السويد - كيرستين مارجريتا جونسون
- سويسرا - ديان تانر
- ترينيداد - جان ستودارت
- تركيا - غولر ساموراي
- الأوروغواي - غراسييلا بينتوس
- الولايات المتحدة - ماريت اوزرس
- فنزويلا - إيرين موراليس ماتشادو
- ويلز - مورين توماس

## الروابط الخارجية
- موقع ملكة جمال الكون الرسمي